# Gran Premi de Bèlgica del 1980
Resultats del Gran Premi de Bèlgica de Fórmula 1 disputat la temporada 1980 al circuit de Zolder el 4 de maig del 1980.

## Resultats
| Pos | No | Pilot                 | Equip             | Voltes | Temps / Retirada | Pos. de sortida | Punts |
| --- | -- | --------------------- | ----------------- | ------ | ---------------- | --------------- | ----- |
| 1   | 25 | Didier Pironi         | Ligier - Ford     | 72     | 1h 38' 47 .4     | 2               | 9     |
| 2   | 27 | Alan Jones            | Williams - Ford   | 72     | + 47.37 s        | 1               | 6     |
| 3   | 28 | Carlos Reutemann      | Williams - Ford   | 72     | + 1' 24.12 min.  | 4               | 4     |
| 4   | 16 | René Arnoux           | Renault           | 71     | + 1 Volta        | 6               | 3     |
| 5   | 3  | Jean Pierre Jarier    | Tyrrell - Ford    | 71     | + 1 Volta        | 9               | 2     |
| 6   | 2  | Gilles Villeneuve     | Ferrari           | 71     | + 1 Volta        | 12              | 1     |
| 7   | 21 | Keke Rosberg          | Fittipaldi - Ford | 71     | + 1 Volta        | 21              |       |
| 8   | 1  | Jody Scheckter        | Ferrari           | 70     | + 2 Voltes       | 14              |       |
| 9   | 4  | Derek Daly            | Tyrrell - Ford    | 70     | + 2 Voltes       | 11              |       |
| 10  | 12 | Elio de Angelis       | Lotus - Ford      | 69     | Virolla          | 8               |       |
| 11  | 26 | Jacques Laffite       | Ligier - Ford     | 68     | + 4 Voltes       | 3               |       |
| 12  | 9  | Jan Lammers           | ATS - Ford        | 64     | Motor            | 15              |       |
| NC  | 7  | John Watson           | McLaren - Ford    | 61     | No Classificat   | 20              |       |
| Ret | 29 | Riccardo Patrese      | Arrows - Ford     | 58     | Virolla          | 16              |       |
| Ret | 11 | Mario Andretti        | Lotus - Ford      | 41     | Caixa canvi      | 17              |       |
| Ret | 22 | Patrick Depailler     | Alfa Romeo        | 38     | Exhaust          | 10              |       |
| Ret | 5  | Nelson Piquet         | Brabham - Ford    | 32     | Virolla          | 7               |       |
| Ret | 8  | Alain Prost           | McLaren - Ford    | 29     | Transmissió      | 19              |       |
| Ret | 20 | Emerson Fittipaldi    | Fittipaldi - Ford | 16     | Part elèctrica   | 24              |       |
| Ret | 14 | Tiff Needell          | Ensign - Ford     | 12     | Motor            | 23              |       |
| Ret | 23 | Bruno Giacomelli      | Alfa Romeo        | 11     | Suspensions      | 18              |       |
| Ret | 6  | Ricardo Zunino        | Brabham - Ford    | 5      | Caixa canvi      | 22              |       |
| Ret | 30 | Jochen Mass           | Arrows - Ford     | 1      | Virolla          | 13              |       |
| Ret | 15 | Jean Pierre Jabouille | Renault           | 1      | Embragatge       | 5               |       |
| NVQ | 17 | Geoff Lees            | Shadow - Ford     |        |                  |                 |       |
| NVQ | 18 | Dave Kennedy          | Shadow - Ford     |        |                  |                 |       |
| NVQ | 31 | Eddie Cheever         | Osella - Ford     |        |                  |                 |       |

## Altres
- Pole: Alan Jones 1' 19. 12

- Volta ràpida: Jacques Laffite 1' 20. 88 (a la volta 57)